# Leucania dauensis
Leucania dauensis är en fjärilsart som beskrevs av Calora 1966. Leucania dauensis ingår i släktet Leucania och familjen nattflyn. Inga underarter finns listade i Catalogue of Life.